# كونور توملينسون
كونور توملينسون (بالإنجليزية: Connor Tomlinson)‏ هو لاعب كرة قدم بريطاني في مركز الهجوم، ولد في 12 فبراير 2001 في لوتن في المملكة المتحدة. لعب مع نادي لوتون تاون.